# Fulgence Raymond

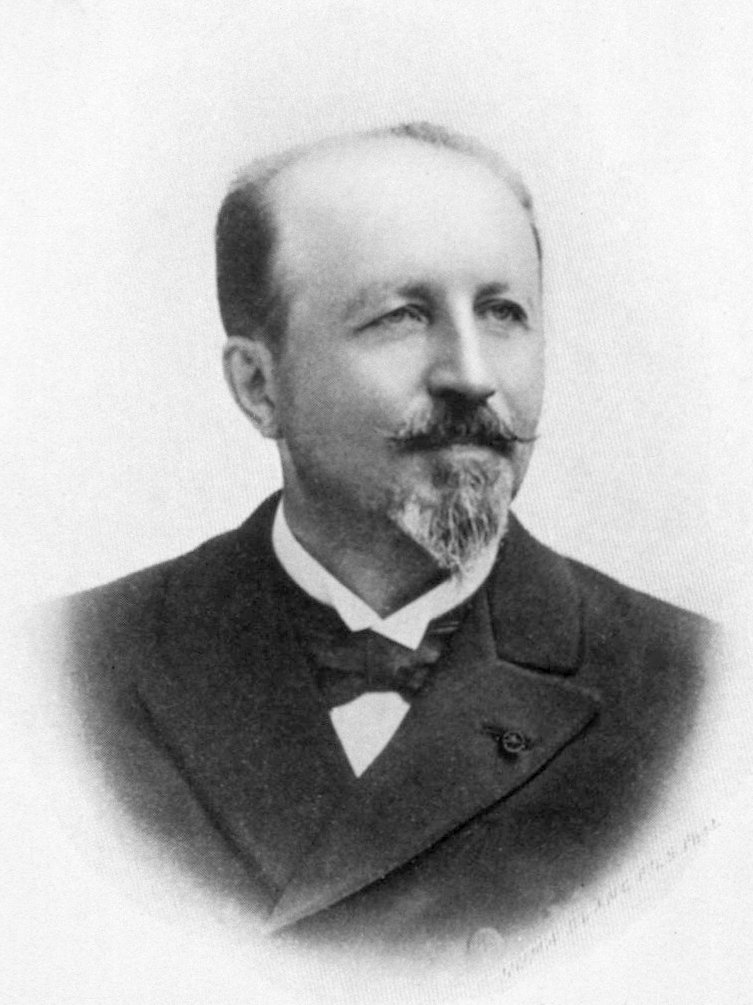
Fulgence Raymond.

Fulgence Raymond, född 29 september 1844 i Saint-Christophe, departementet Indre-et-Loire, död 28 september 1910 på sitt slott vid Planche d'Andillé, nära Poitiers, var en fransk läkare.
Raymond ägnade sig först åt veterinärmedicinen, men övergick till läkarstudier under Alfred Vulpians och Jean Martin Charcots ledning och blev medicine doktor 1876, professeur agrégé 1880 samt efter Charcots död professor i neurologi 1899. Bland hans vetenskapliga skrifter kan framhållas arbeten om tabes dorsalis, paralysie générale och neurodegenerativa sjukdomar. Han gjorde sig även känd som en framstående och flitig medarbetare i franska kliniska handböcker.